# Malacostraca
Della classe Malacostraca (Latreille, 1802), che comprende più dei due terzi di tutto il subphylum Crustacea, fanno parte i crostacei più comuni e più conosciuti in quanto commestibili e che, per questo, hanno anche un valore economico, basta ricordare: aragoste, astici, gamberi, granchi, scampi, ecc.
Attualmente sono state descritte più di 20 000 specie.

## Morfologia
In questo gruppo, anche se è presente un'ampia varietà morfologica, si può comunque delineare un profilo tipico:
- corpo formato da 20-21 somiti
  - 5 formano il capo
  - 8 formano il torace
  - 6-7 formano l'addome
- capo fuso con uno o più segmenti toracici
- un carapace che riveste il torace
- antenne con esopodite squamoso, utilizzato come organo equilibratore nel nuoto
- antennule birame
- occhi composti, in genere peduncolati
- toracopodi muniti di:
  - endopodite, di 5 articoli, più o meno cilindrico
  - esopodite con funzioni natatorie
  - epipoditi trasformati in branchie
- prime cinque appendici addominali bifide che costituiscono i pleopodi
- sesto paio di appendici addominali, più largo, associato al telson a formare una struttura a ventaglio usata per la propulsione all'indietro
- apertura genitale situata:
  - nel sesto somite, nella femmina
  - nell'ottavo somite, nel maschio

Schema della anatomia

Molte sono le modificazioni che si discostano da questo schema, basti pensare a quelle che si verificano nelle specie parassite oppure a quelle specie in cui parte dei toracopodi si trasformano in massillipedi muniti di chele utilizzate per la predazione e la difesa.
Comunque si deve sottolineare che il numero e le dimensioni relative dei segmenti rimangono i caratteri più stabili del gruppo.

## Sviluppo
Lo sviluppo è spesso diretto.
In qualche caso dall'uovo nasce una larva tipo “nauplius”, con il corpo non segmentato, un occhio mediano semplice e tre paia di appendici, che si allunga, per formazione di nuovi segmenti, e si arricchisce di appendici. Segue, con successive mute, lo stadio di “zoea”, in cui si può distinguere: un cefalotorace, un addome e alcune paia di appendici. Successivamente la zoea si trasforma in “mysis”, o larva misidiforme, con 13 paia di appendici. Da questa forma, con un'ulteriore muta, si passa all'adulto.

## Sistematica
Classe Malacostraca Latreille, 1802
- Sottoclasse Phyllocarida Packard, 1879
  - Ordine Leptostraca Claus, 1880
- Sottoclasse Hoplocarida Calman, 1904 (Canocchie)
  - Ordine Stomatopoda Latreille, 1817
    - Sottordine Unipeltata Latreille, 1825
- Sottoclasse Eumalacostraca Grobben, 1892
  - Superordine Syncarida Packard, 1885
    - Ordine Bathynellacea Chappuis, 1915
    - Ordine Anaspidacea Calman, 1904

  - Superordine Peracarida Calman, 1904
    - Ordine Spelaeogriphacea Gordon, 1957
    - Ordine Thermosbaenacea Monod, 1927
    - Ordine Lophogastrida Sars, 1870
    - Ordine Mysida Haworth, 1825
    - Ordine Mictacea Bowman, Garner, Hessler, Iliffe & Sanders, 1985
    - Ordine Amphipoda Latreille, 1816
      - Sottordine Gammaridea Latreille, 1802
      - Sottordine Corophiidea Leach, 1814
        - Infraordine Caprellida Leach, 1814
        - Infraordine Corophiida Leach, 1814

      - Sottordine Hyperiidea Milne Edwards, 1830
        - Infraordine Physosomata Pirlot, 1929
        - Infraordine Physocephalata Bowman & Gruner, 1973

      - Sottordine Ingolfiellidea Hansen, 1903

    - Ordine Isopoda Latreille, 1817
      - Sottordine Phreatoicidea Stebbing, 1893
      - Sottordine Anthuridea Monod, 1922
      - Sottordine Microcerberidea Lang, 1961
      - Sottordine Flabellifera Sars, 1882
      - Sottordine Asellota Latreille, 1802
      - Sottordine Calabozoida Van Lieshout, 1983
      - Sottordine Valvifera Sars, 1882
      - Sottordine Epicaridea Latreille, 1831
      - Sottordine Oniscidea Latreille, 1802
        - Infraordine Tylomorpha Vandel, 1943
        - Infraordine Ligiamorpha Vandel, 1943 (tra cui porcellino di sant'Antonio)

    - Ordine Tanaidacea Dana, 1849
      - Sottordine Tanaidomorpha Sieg, 1980
      - Sottordine Neotanaidomorpha Sieg, 1980
      - Sottordine Apseudomorpha Sieg, 1980

    - Ordine Cumacea Krøyer, 1846

  - Ordine Euphausiacea Dana, 1852 (Krill)
  - Clade
    - Ordine Amphionidacea Williamson, 1973
    - Ordine Decapoda Latreille, 1802
      - Sottordine Dendrobranchiata Bate, 1888 (Gamberi)
      - Sottordine Pleocyemata Burkenroad, 1963
        - Infraordine Stenopodidea Claus, 1872
        - Infraordine Caridea Dana, 1852 (Gamberetti)
        - Infraordine Thalassinidea Latreille, 1831
        - Infraordine Palinura Latreille, 1802
        - Infraordine Anomura MacLeay, 1838 (tra cui i Paguri)
        - Infraordine Brachyura Latreille, 1802 (Granchi)